# Margherita di Villehardouin
Margherita di Villehardouin (in greco: Μαργαρίτα Βιλλεαρδουίνου; 1266 – Kastro-Kyllini, marzo 1315) è stata una nobildonna bizantina, baronessa di Akova e pretendente al titolo di principessa di Acaia. Fu anche Contessa palatina di Cefalonia e Zante come moglie di Riccardo II Orsini.

## Biografia
Nacque nel 1266 come secondogenita di Guglielmo II di Villehardouin, principe di Acaia, e di Anna Comnena Ducaina, figlia del despota Michele II d'Epiro. La coppia aveva già un'altra figlia, Isabella. 
Nel 1276, suo padre la creò baronessa di Akova, assegnandole sedici dei ventiquattro feudi della regione. 
Nel 1278 suo padre morì e il principato venne assegnato, secondo il trattato di Viterbo, a Carlo I d'Angiò, suocero di sua sorella Isabella, che ne aveva sposato il figlio Filippo. Margherita visse con la madre, che nel frattempo si era riposata, fino alla sua morte, avvenuta il 4 gennaio 1286.   
Nel 1304, rimasta da poco vedova per la seconda volta, reclamò da sua sorella e suo cognato un quinto del principato di Acaia, ma le fu negato. Nel 1312, morta la sorella, reclamò l'intero principato, anche questa volta senza successo: il trattato di Viterbo permetteva infatti che il feudo potesse essere trasmesso a Margherita se Isabella fosse morta senza eredi, ma questa aveva lasciato delle figlie, in particolare la primogenita, Matilde, che infine divenne principessa nel 1316.      
In cerca di sostegno, all'inizio del 1314 si recò in Sicilia, dove in pochi giorni combinò un matrimonio fra sua figlia Isabella e il principe Ferdinando di Maiorca, celebrato il 14 febbraio 1314 a Messina con grande sfarzo. Dopo aver ceduto loro le sue pretese, Margherita cercò di rientrare in patria col volgere dell'estate, ma fu catturata da Nicola il Moro, bailo degli Angiò, e imprigionata nella fortezza di Chlemoutsi, un tempo appartenuta a sua madre Anna, dove Margherita morì nel marzo 1315. Sua figlia perì pochi mesi dopo, di parto.      
Ferdinando di Maiorca cercò di reclamare l'Acaia, ma dopo un primo successo venne sconfitto e ucciso nella battaglia di Manolada del luglio 1316, permettendo così la definitiva ascesa di Matilde.           

## Matrimoni e discendenza
Margherita si sposò due volte. 
Nel settembre 1294 sposò Isnardo di Sabran (morto nel 1297), da cui ebbe una figlia:
- Isabella di Sabran (1297 - Catania, 7 maggio 1315). Descritta come bellissima, il 14 febbraio 1314, a Messina, sposò Ferdinando di Maiorca, a cui diede un figlio, Giacomo III (5 aprile 1315 - 25 ottobre 1349). Morì un mese dopo la nascita per conseguenze post partum.

Nel 1299 sposò Riccardo II Orsini, conte palatino di Cefalonia e Zante. Ebbero una figlia che morì bambina.

## Ascendenza
|                               |                   |                    | Genitori |  |  | Nonni |  |  | Bisnonni                  |  |  | Trisnonni                 |  |
|                               |                   |                    |          |  |  |       |  |  | Giovanni di Villehardouin |  |  | Goffredo di Villehardouin |  |
|                               |                   |                    |          |  |  |       |  |  | Giovanni di Villehardouin |  |  | Goffredo di Villehardouin |  |
|                               |                   | …                  |          |  |  |       |  |  | Giovanni di Villehardouin |  |  |                           |  |
| Goffredo I di Villehardouin   |                   |                    |          |  |  |       |  |  | Giovanni di Villehardouin |  |  |                           |  |
|                               |                   | Céline di Briel    | …        |  |  |       |  |  |                           |  |  |                           |  |
|                               |                   | Céline di Briel    | …        |  |  |       |  |  |                           |  |  |                           |  |
|                               |                   | Céline di Briel    | …        |  |  |       |  |  |                           |  |  |                           |  |
| Guglielmo II di Villehardouin |                   | Céline di Briel    |          |  |  |       |  |  |                           |  |  |                           |  |
|                               |                   | …                  | …        |  |  |       |  |  |                           |  |  |                           |  |
|                               |                   | …                  | …        |  |  |       |  |  |                           |  |  |                           |  |
|                               |                   | …                  | …        |  |  |       |  |  |                           |  |  |                           |  |
| Elisabetta                    |                   | …                  |          |  |  |       |  |  |                           |  |  |                           |  |
|                               |                   | …                  | …        |  |  |       |  |  |                           |  |  |                           |  |
|                               |                   | …                  | …        |  |  |       |  |  |                           |  |  |                           |  |
|                               |                   | …                  | …        |  |  |       |  |  |                           |  |  |                           |  |
| Margherita di Villehardouin   |                   | …                  |          |  |  |       |  |  |                           |  |  |                           |  |
|                               | Michele I d'Epiro | Giovanni Ducas     |          |  |  |       |  |  |                           |  |  |                           |  |
|                               | Michele I d'Epiro | Giovanni Ducas     |          |  |  |       |  |  |                           |  |  |                           |  |
|                               | Michele I d'Epiro | …                  |          |  |  |       |  |  |                           |  |  |                           |  |
| Michele II d'Epiro            | Michele I d'Epiro |                    |          |  |  |       |  |  |                           |  |  |                           |  |
|                               |                   | …                  | …        |  |  |       |  |  |                           |  |  |                           |  |
|                               |                   | …                  | …        |  |  |       |  |  |                           |  |  |                           |  |
|                               |                   | …                  | …        |  |  |       |  |  |                           |  |  |                           |  |
| Anna Comnena Ducaina          |                   | …                  |          |  |  |       |  |  |                           |  |  |                           |  |
|                               |                   | Giovanni Petralife | …        |  |  |       |  |  |                           |  |  |                           |  |
|                               |                   | Giovanni Petralife | …        |  |  |       |  |  |                           |  |  |                           |  |
|                               |                   | Giovanni Petralife | …        |  |  |       |  |  |                           |  |  |                           |  |
| Teodora di Arta               |                   | Giovanni Petralife |          |  |  |       |  |  |                           |  |  |                           |  |
|                               |                   | Elena              | …        |  |  |       |  |  |                           |  |  |                           |  |
|                               |                   | Elena              | …        |  |  |       |  |  |                           |  |  |                           |  |
|                               |                   | Elena              | …        |  |  |       |  |  |                           |  |  |                           |  |
|                               |                   | Elena              |          |  |  |       |  |  |                           |  |  |                           |  |